# Ruscova, Maramureș
Ruscova (în maghiară: Visóoroszi, în germană: Rosskowa) este satul de reședință al comunei cu același nume din județul Maramureș, Transilvania, România.

## Istoric
Prima atestare documentară: 1373 (poss. Orosviz). 

## Etimologie
Etimologia numelui localității: din hidronimul Ruscova (Valea Rusului, Valea Ruscovă > Ruscova). 

## Așezare
Localitatea Ruscova este poziționată geografic în nordul țării, respectiv în N-E județului Maramureș, pe cursul inferior al râului Ruscova, de la care și-a împrumutat numele, la 100 km de centrul de județ, municipiul Baia Mare, și la 18 km de cel mai apropiat oraș din zonă - Vișeu de Sus.
Localitatea Ruscova se învecinează la N cu comuna Repedea. În parte de N-E pe o scurtă distanță, cuprinsă între vârful Chicera și Vârful Dealul, se învecinează cu comuna Vișeu de Jos. La S-E, pe o distanta de 9 km, se învecinează cu comuna Leordina. La V se învecinează cu comuna Bistra (sat Crasna).
Față de nivelul Mării Negre, localitatea se află la o altitudine de 450 m și ocupă partea inferioară a bazinului hidrografic al răului Ruscova, gospodăriile localnicilor fiind amplasate pe malurile acestuia, de la confluența lui cu râul Vișeu până la hotarul comunei Repedea, înspre amonte, pe o distanță de 8 km, precum și de-a lungul afluenților săi.

## Relieful
Ruscova, în limitele arătate mai sus, prezintă un relief variat cu aspect muntos. Formele predominante are reliefului sunt ocupate de dealuri ale căror înălțimi sunt cuprinse între 600–900 m altitudine și reprezintă 84,11% din teritoriul localității.

## Scurt Istoric
Primele știri despre existența vieții umane pe aceste meleaguri, în special în partea inferioară a răului Ruscova, datează din timpuri străvechi. Istoricul localității Ruscova începe în momentul în care rutenii apar pe valea răului Ruscova, unde își întemeiază primele gospodarii, punând bazele uneia dintre cele mai vechi așezări ale acestei etnii în Maramureșul istoric.
În perioada postbelică, etnia ucraineană își continuă viața de zi cu zi, respectând Constituția și legile țării. În preajma pregătirii pentru alegerile parlamentare din anul 1946, ucraineni din Maramureș înființează o organizație apolitică, numită Uniunea Democratică Ucraineană.
După Revoluția din decembrie 1989,  purtătoare a intereselor ucrainenilor din România este Uniunea Ucrainenilor din România care a fost creată în primele zile post-revoluționare.

## Populația
În perioada anilor 1930-1990, populația comunei sporește de la 3.158 locuitori la 5.617, iar în anul 1992 atinge cifra maximă de 6.200 locuitori. După această dată, numărul populației începe să scadă, datorită migrației muncii prin plecarea tinerilor la muncă în străinătate și strămutarea în alte zone ale României. După anul 1996, se observă o drastică diminuare a populației locale, astfel, în anul 2003, populația comunei era de 4.865 de persoane. Dacă în anul 1996 la primăria comunei au fost înregistrate 147 de nașteri, în anul 2003 s-au înregistrat doar 48 nou-născuți.

## Limba
Ca orice grai, și cel huțul diferă de limba ucraineană literară, având multe influențe ale limbii germane ca urmare a stăpânirii austriece. În prezent, acest grai conține și multe cuvinte românești. În graiul huțulilor din satele maramureșene sunt prezente și multe cuvinte maghiare, ca rezultat al conviețuirii populației din aceste sate cu maghiarii.

## Școala și învățământul
Școala, principalul factor de cultură și civilizație a început să se afirme în Maramureșul istoric încă din veacul al XIV-lea. Primele școli s-au creat pe lângă mănăstiri și biserici.
La sfârșitul anului școlar 2002-2003 în cadrul celor 2 unității școlare, Centru și Oblaz, învățau 1.081 de copii, din care: 280 preșcolari; 370 la clasele I-IV; 409 la clasele V-VIII și 122 la școala profesională. În concluzie, se poate afirma că, raportat la cerințele etapei actuale, atât baza materială a unităților școlare, cât și a personalului didactic de predare se situează la un nivel acceptabil.

## Biserica și viața religioasă
Primele informații scrise despre așezămintele de cult din comuna Ruscova sunt de la sfârșitul sec al XVIII-lea. Oficierea Sfintei Liturghii se face în limba ucraineană, iar cărțile din dotarea bisericii sunt scrise în limba slavonă.
Biblia din 1862 este cea mai veche, fiind totodată catalogată ca bun de patrimoniu. Sărbătorile de peste an au loc după Stilul Vechi (Iulian) cu un decalaj de 13 zile față de calendarul Gregorian.
În anul 1992, consiliul parohial hotărăște construirea unei noi biserici ortodoxe în zona Oblaz. Motivul îl constituie distanța mare, de 3 km, pe care trebuie să o parcurgă credincioșii până în centrul satului.
În anul 2003, din totalul de 4.864 locuitori, 4.190 aparțin religiei ortodoxe (86,1%), 547 persoane sunt penticostali, 100 adventiști (ambele 13,5%) și 64 de persoane nu și-au declarat confesiunea.

## Primăria și Consiliul local
De-a lungul timpului, conducerea administrației locale era mereu preocupată de rezolvarea problemelor cu care se confrunta populația și, nu în ultimul rând, obținerea unui aspect edilitar cât mai plăcut pentru localitate. Printre multiplele construcții de interes local se numără și noul sediu al primăriei, a cărui costrucție a fost inițiată în 1980 și dată în folosință în anul 1982.
Conducerea primăriei a fost încredințată de către obște celor mai de seama reprezentați ai săi. În ordine cronologică: Demetrius Botiz (1711), Pintye Botiz (1771), Gyula Sehovits (1899-1920), Iuliu Sehovits (1921-1929), Alex Sehovits (1930-1934), Simion Mariciuc (1934-1940 și martie 1945-1945), Mihai Sauca (1940-1941), Ion Galgczy (1941), Ion Horvat (1941), Gyorgy Sehovits (1941-1945), Petru Drozd (1945-10 martie 1946), Alexandru Bilici (1946-1951), Ioan Popovici (1951-1952), Nicolae Preda (1952-1953), Vasile Câmpean (1953-1954), Nicolae Romaniuc (1954-1955), Ioan Timsac (1955-1956), Ion Dreanga (1956-1961), Sava Grecica (1961-1971), Vasile Horvat (1971-1981), Paul Bumbar (1981-1983 și 1990-1992), Timofte Pecora (1983-1989), Mihai Vatamaniuc (1989-1990), Ion Marchiș (1992-1996), Ion Bumbar (1996-2000), Vasile Pop (2000-2004), Simion Roman (2004-2008), Ioan Turcsin (2008-2023)

## Personalități din Ruscova
Tatăl lui Michael Howard, fost președinte al Partidului Conservator din Marea Britanie, este un evreu originar din Ruscova.

## Atractii turistice
- Biserica de lemn din Ruscova-Oblaz

## Imagini

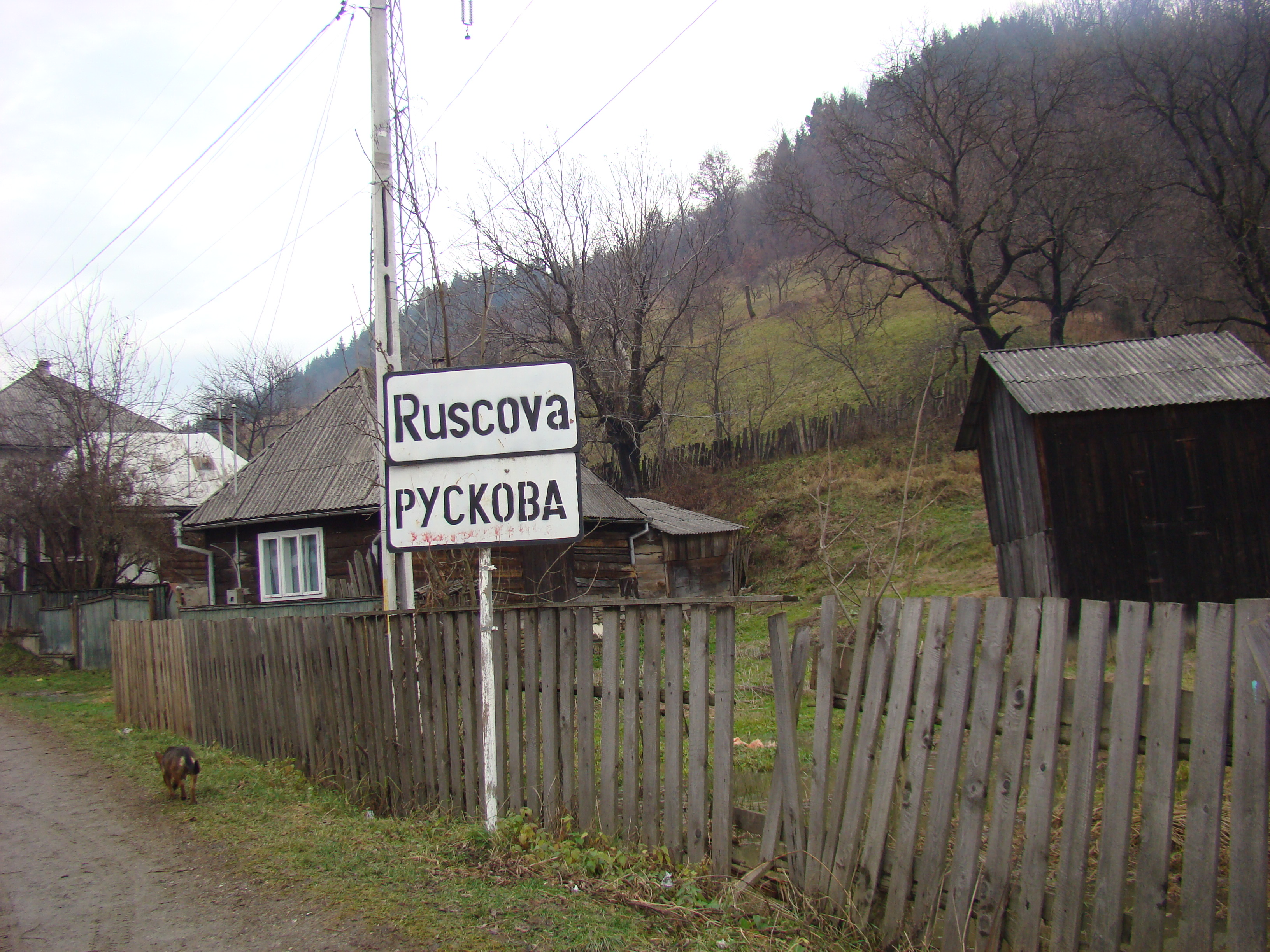
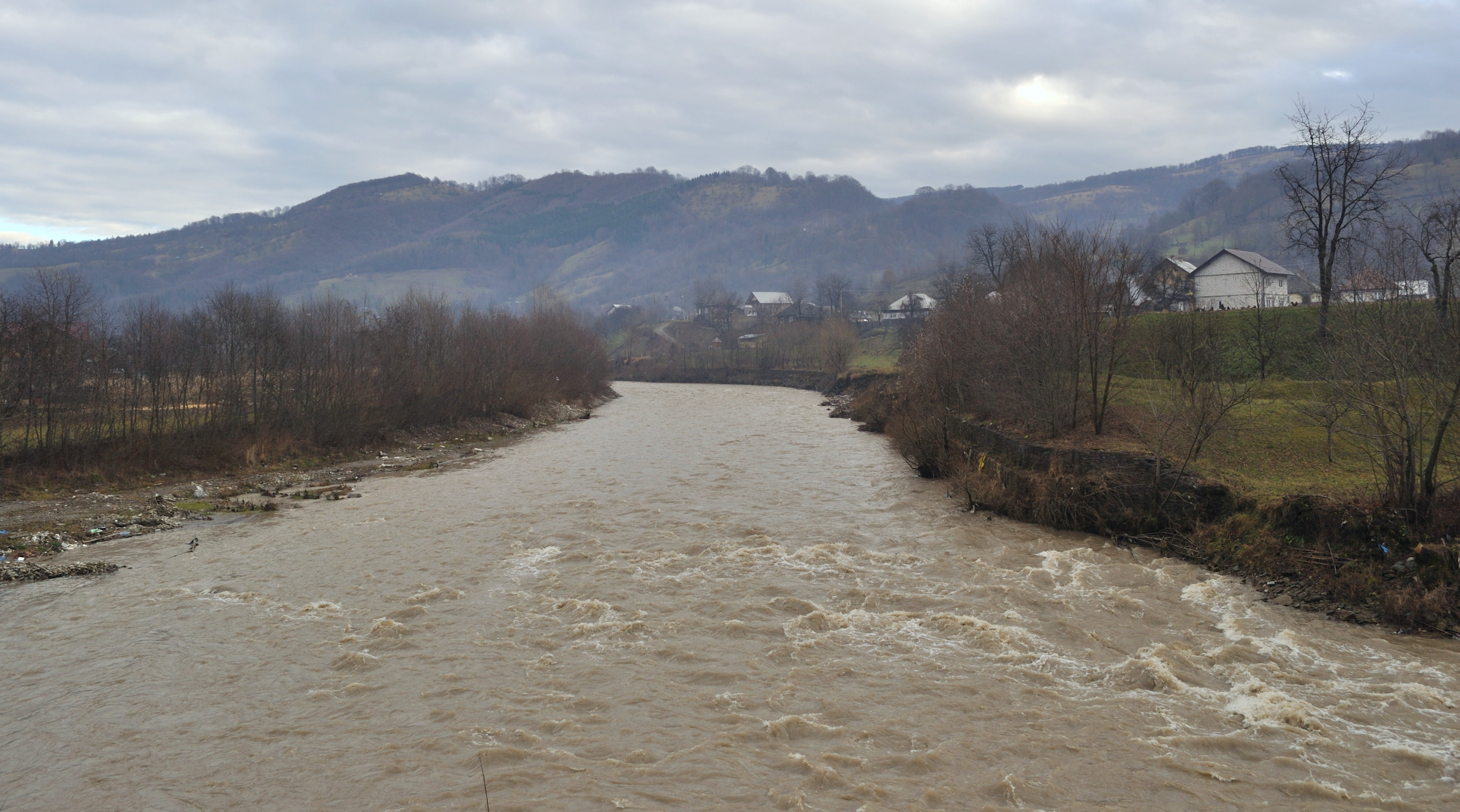
Râul Ruscova